# Titanosauriformes
Titanosauriformes é um clado de dinossauros saurópodes do clado Macronaria. Ocorreu do Jurássico Médio ao Cretáceo Superior na América, África, Ásia, Europa e Austrália. O grupo incluía o Saltasaurus e o Isisaurus.
Os titanossauriformes estavam entre as criaturas mais pesadas que já andaram sobre a Terra, tais como o Argentinosaurus e o Paralititan. Seus nomes são uma referência aos titãs da mitologia grega.

## Nomenclatura e taxonomia
O clado Titanosauriformes foi criado por Salgado, Coria e Calvo em 1997 contendo o gênero Chubutisaurus, a família Brachiosauridae e o clado Titanosauria. Titanosauriformes estava incluído no clado Camarasauromorpha. Em 1999, Paul Sereno transferiu o grupo para o clado Macronaria.